# Moldavie au Concours Eurovision de la chanson 2019
La Moldavie est l'un des quarante et un pays participant au Concours Eurovision de la chanson 2019, qui se déroule à Tel-Aviv en Israël. Le pays est représenté par la chanteuse Anna Odobescu et sa chanson Stay, sélectionnées via l'émission O Melodie Pentru Europa 2019. Le pays termine en 12e position avec 85 points en demi-finale et ne se qualifie pas pour la finale.

## Sélection
Le diffuseur TRM a annoncé sa participation à l'Eurovision 2019 le 7 novembre 2018, lors de la publication de la liste officielle des participants.

### Format
La sélection moldave a lieu le 2 mars 2019. Elle voit concourir dix artistes. Le gagnant est désigné par un vote constitué pour moitié du vote d'un jury expert et pour l'autre moitié du télévote moldave.

### Finale
- Vainqueur

| Ordre | Artiste                        | Chanson              | Jury | Télévote | Télévote | Points | Place |
| Ordre | Artiste                        | Chanson              | Jury | Voix     | Points   | Points | Place |
| ----- | ------------------------------ | -------------------- | ---- | -------- | -------- | ------ | ----- |
| 1     | Aurel Chirtoacă                | La cinema            | 3    | 53       | 2        | 5      | 8     |
| 2     | Vera Țurcanu                   | Cold                 | 8    | 140      | 7        | 15     | 4     |
| 3     | Marcela Scripcaru              | Meteor               | 4    | 40       | 1        | 5      | 7     |
| 4     | Siaj                           | Olimp                | 2    | 70       | 3        | 5      | 9     |
| 5     | Maxim Zavidia                  | I Will Not Surrender | 5    | 938      | 12       | 17     | 2     |
| 6     | Diana Brescan                  | Lies                 | 10   | 103      | 5        | 15     | 3     |
| 7     | Tinna Gi                       | Virus                | 6    | 119      | 6        | 12     | 6     |
| 8     | Lemonique                      | Gravity              | 7    | 261      | 8        | 15     | 5     |
| 9     | Anna Odobescu                  | Stay                 | 12   | 264      | 10       | 22     | 1     |
| 10    | Che-MD feat. Elizaveta Ivasiuk | Sub Pământ           | 1    | 81       | 4        | 5      | 10    |

La finale se conclut par la victoire d'Anna Odobescu et sa chanson Stay qui représentent donc la Moldavie à l'Eurovision 2019.

## À l'Eurovision
La Moldavie participe à la deuxième demi-finale, le 16 mai 2019. S'y classant 12e avec 85 points, le pays ne parvient pas à se qualifier pour la finale.